# Ndijani Mseweni
Ndijani Mseweni è una circoscrizione rurale (rural ward) della Tanzania situata nel distretto di Kati, regione di Zanzibar Centro-Sud. Conta una popolazione di 2 951 abitanti (censimento 2012).